# Станіслав Рудроф
Станіслав Рудроф, або Станіслав Рудров (пол. Stanisław Rudrof) — доктор права, дідич, громадський активіст.
Член Галицького сейму 7-го та 8-го строку від Чортківського повіту (в 1901 р. кандидат у депутати Центрального комітету в курії сільських комун Антон Горбачевський переміг), орендар і власник майна в Швайківцях. Член повітової ради в Чорткові від групи більших маєтків (наприклад, у 1884 р. , 1885), заступник президента її департаменту (наприклад, у 1887 р.), президент її департаменту (наприклад, у 1901 р.), 1911). Президент регіонального відділу в Чорткові Галицького економічного товариства у Львові, в т.ч. у 1902 р. Член Галицького земельного кредитного товариства у Львові (у тому числі в 1911 р.). Деякий час був головою наглядової ради кредитного об'єднання авансовий банк у Чорткові, m.in. в 1900.